# Гадоев, Абдулахат
Абдулахат Гадоев — советский хозяйственный и государственный деятель, лауреат Государственной премии СССР за выдающиеся достижения в труде.

## Биография
Родился в 1922 году на территории современного Таджикистана. Член КПСС.
В 1934—1945 — хлопкороб, звеньевой, в 1945—1980 — бригадир хлопководческой бригады колхоза имени Калинина Турсунзадевского района Таджикской ССР.
За освоение и внедрение прогрессивной технологии, комплексной механизации при возделывании технических, овощных, плодовых культур, картофеля, льна, хлопка, чая и получение высоких урожаев этих культур был в составе коллектива удостоен Государственной премии СССР за выдающиеся достижения в труде 1980 года.
Умер в Таджикистане после 1981 года.

## Награды
- Орден Ленина
- Орден Октябрьской Революции
- Орден Знак Почёта